# Distretto regionale di Squamish-Lillooet
Il distretto regionale di Squamish-Lillooet (SLRD) è un distretto regionale della Columbia Britannica, Canada di 35 225 abitanti, che ha come capoluogo Pemberton.

## Comunità
- Città e comuni
  - Lillooet
  - Pemberton
  - Squamish
  - Whistler
- Villaggi e aree esterne ai comuni
  - Pavilion
  - Britannia Beach
  - Squamish-Lillooet A
  - Squamish-Lillooet C
  - Squamish-Lillooet D
  - Squamish-Lillooet E